# Mimudea prolausalis
Mimudea prolausalis là một loài bướm đêm trong họ Crambidae.